# Beimesse
Als Beimesse bezeichnete man eine heilige Messe, die an einem Seitenaltar zelebriert wird und parallel zu einer Messe stattfindet, die in der gleichen Kirche am Hauptaltar gefeiert wird.
Dieser Sachverhalt geht auf die frühere hohe Zahl der Priester zurück, die täglich die Messe zelebrieren wollten und darüber hinaus häufig auch viele Messstipendien zu persolvieren hatten; Konzelebrationen waren aber bis zur Liturgie von 1962 nicht zugelassen. Mancherorts war es notwendig, dort wohnhaften Priestern, die neben ihrem priesterlichen Dienst einer anderen beruflichen Tätigkeit nachgingen (Lehrtätigkeit, Verwaltung der Diözese etc.), die Zelebration ihrem Tagesplan angepasst zu ermöglichen, so dass parallele Messfeiern in derselben Kirche unvermeidlich waren. In Pfarrchroniken liest man, dass es mancherorts üblich war, bei besonders aufwändigen Beerdigungen auch in kleineren Kirchen nicht nur das Requiem am Hochaltar zu zelebrieren, sondern gleichzeitig durch herbeigeholte auswärtige Priester, meist Patres aus dem nächsten Kloster, an den Seitenaltären Beimessen abzuhalten. Die Messe, die am Hochaltar parallel stattfand, wurde Hauptmesse genannt.
Durch die Liturgiereform infolge des Zweiten Vatikanischen Konzils verlor die Beimesse ihre Bedeutung.